# Rotorplan

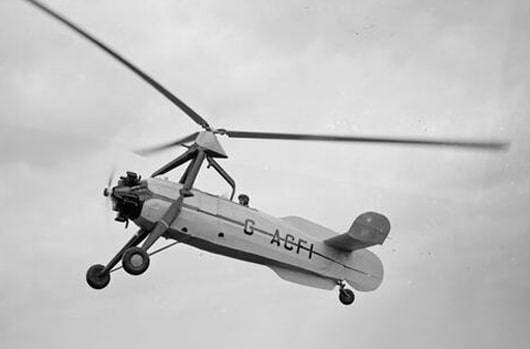
En Cierva C.30 autogiro från 1930-talet.

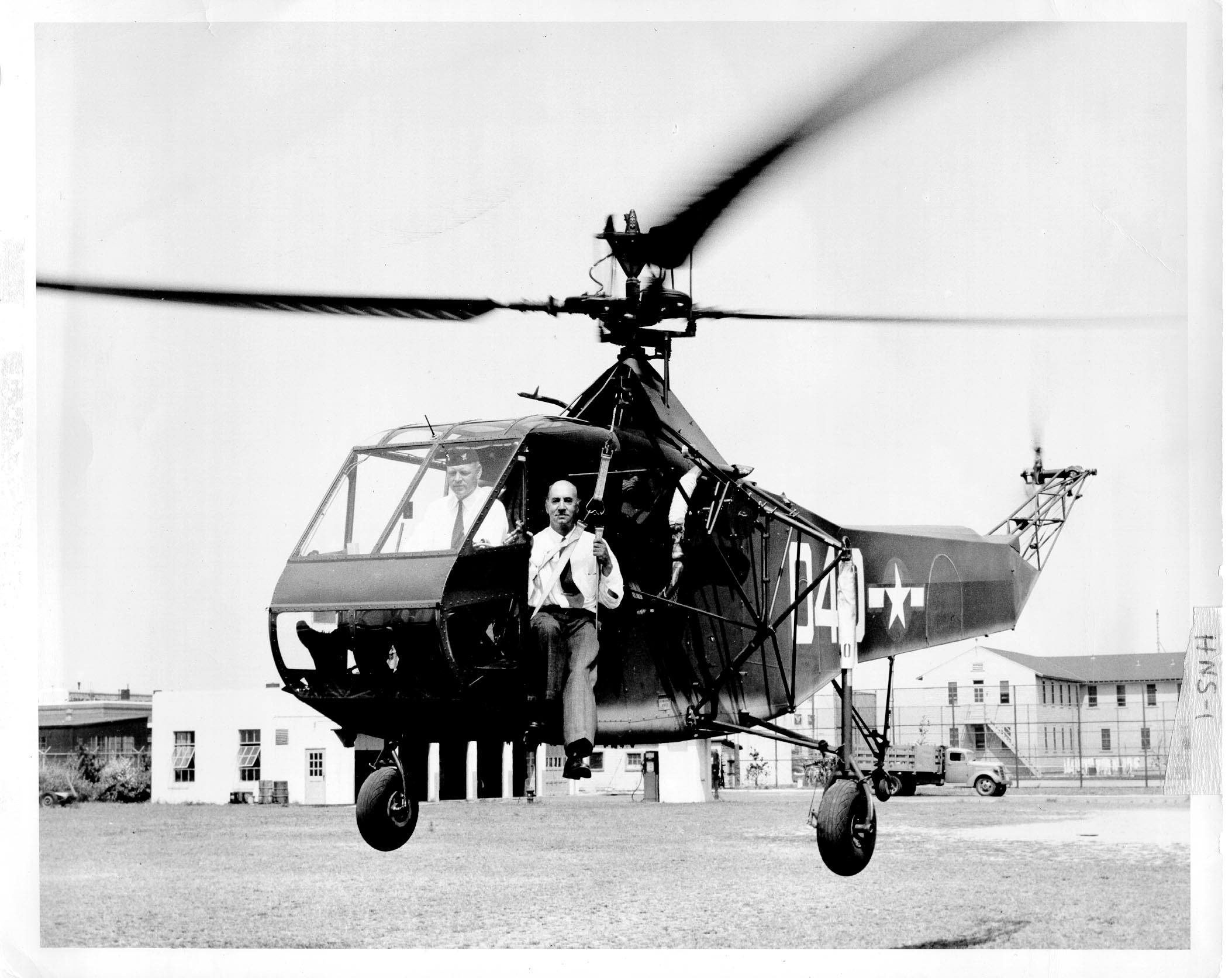
Sikorsky R-4, tidig helikopter från 1940-talet.

Rotorplan eller rotorflygplan är en grupp luftfarkoster inom huvudgruppen aerodyner (bärplanförsedda luftfarkoster som är tyngre än luft, vars lyftkraft alstras av den luftströmning som uppkommer kring bärplanen då dessa rör sig genom luften), vars bärplan utgår lodrätt från vertikalaxlar som roterar i förhållande till kroppen, så kallade huvudrotorer, varigenom lyftkraften uppkommer; jämte flygplan som har bärytor av fast konstruktion (ej flaxar eller roterar under gång) och framdrivs med hjälp av en kraftkälla bestående av motor med propeller eller reaktionsaggregat, såsom en raket- eller jetmotor.
Rotorplan innefattar generellt luftfarkoster med en eller flera rotorer som ger lyftkraft under luftfarkostens hela flygning, som helikoptrar, autogyror och gyrodyner. Så kallade "Compound rotorcraft" förbättrar lyftkraften med motorer med ytterligare kraft, propellrar eller statiska lyftytor. 
Certifierade rotorplan har haft en bruttovikt på högst 3,6 ton och varit avsedda för högst nio passagerare.

## Typer av rotorplan

### Helikopter

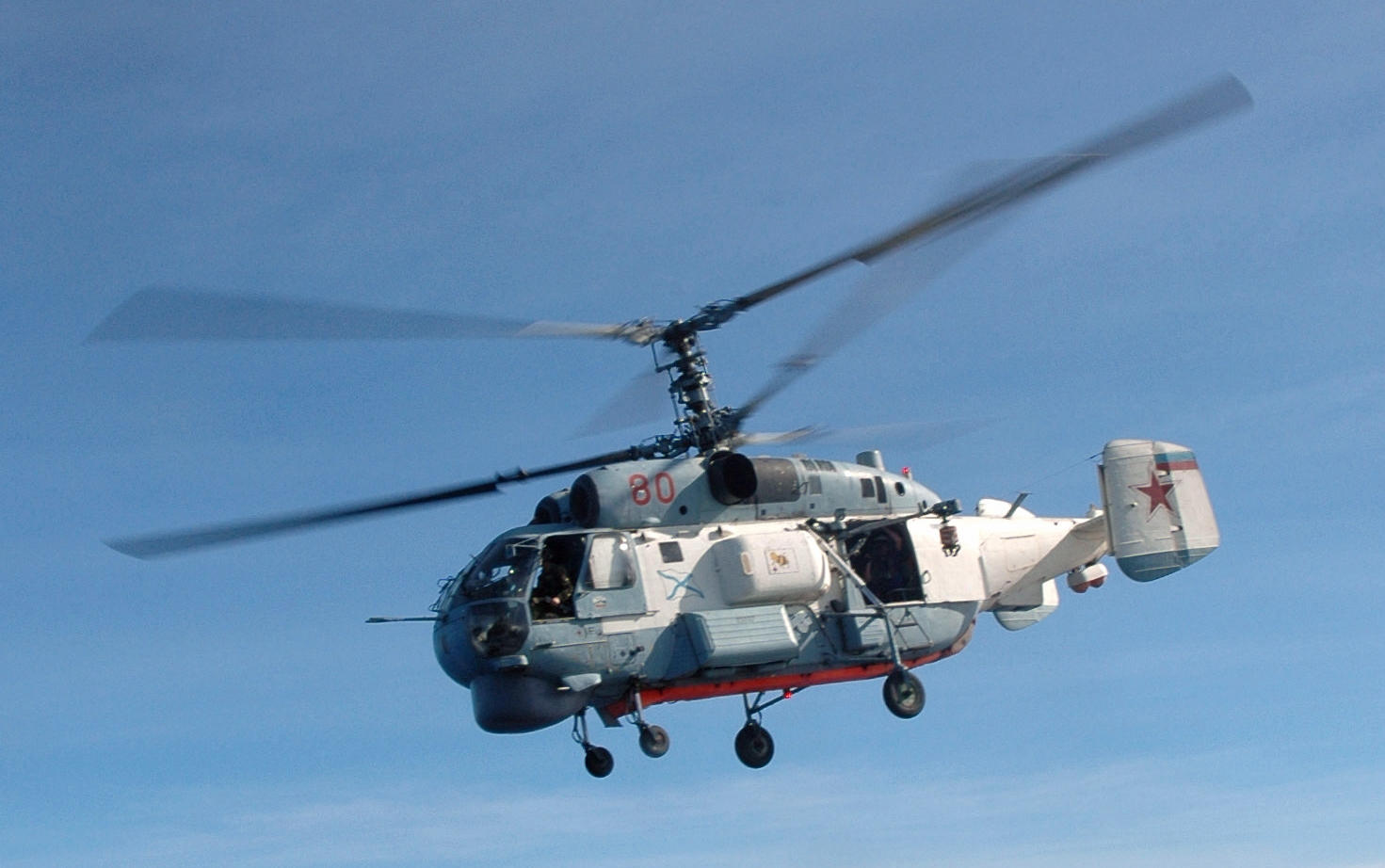
Kamov Ka-27 med kontraroterande huvudrotor.

En helikopter är ett rotorplan vars rotor eller rotorer drivs av en motor eller flera motorer under flygningen, vilket tillåter helikoptern att starta vertikalt, hovra, flyga framåt, bakåt och i sidled samt landa vertikalt. 
Helikoptrar med en enda huvudrotor kräver någon form av kraft för att motverka vridmomentet, såsom stjärtrotor, luft- och gasutblåsning eller notar-teknologi (no tail rotor), med undantag för sådana ovanliga helikoptrar som använder sig av så kallad "tip jet"-framdrivningskraft (spetsreaktion) som bara genererar obetydligt vridmoment. Andra exempel har dubbla huvudrotorer som motroterar varann för att helt slå ut vridmomentet, antingen koaxialt eller på separata axlar. Exempel på det tidigare är flertalet helikoptrar av ryska Kamov, såsom Ka-25, Ka-26, Ka-27, Ka-28, Ka-29, Ka-31, Ka-32, Ka-50 och Ka-52.

### Tiltrotorflygplan

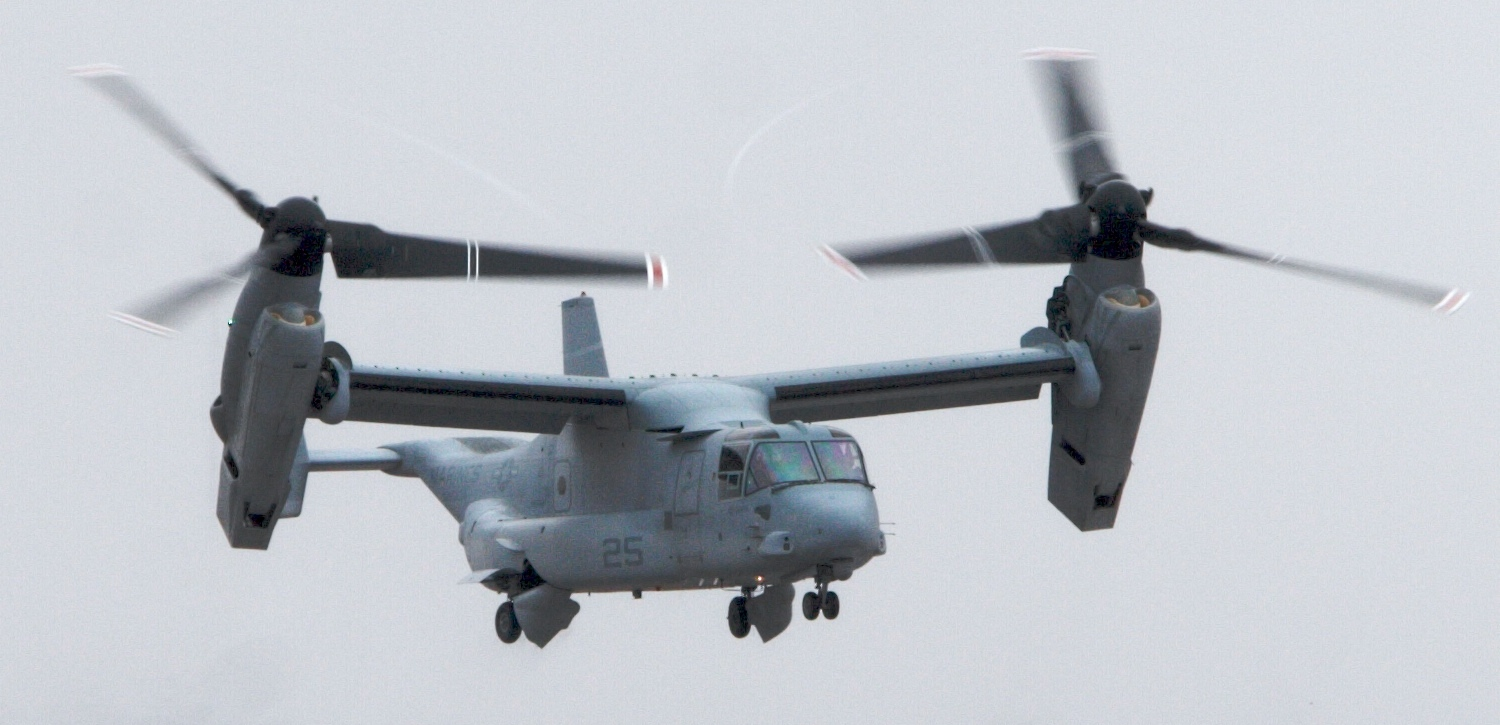
Tiltrotorflygplanet Bell/Boeing V-22 Osprey.

En vidareutveckling av helikoptern är det så kallade tiltrotorflygplanet, ett konvertiplan som är byggt likt ett traditionellt tvåmotorigt propellerflygplan med motroterande propellrar på var vinge, men vilka kan tiltas uppåt för att agera helikopterrotorer. Detta skapar en farkost som både kan flyga som ett flygplan över längre sträckor men manövrera som en helikopter vid behov.

### Autogiro / Gyrokopter

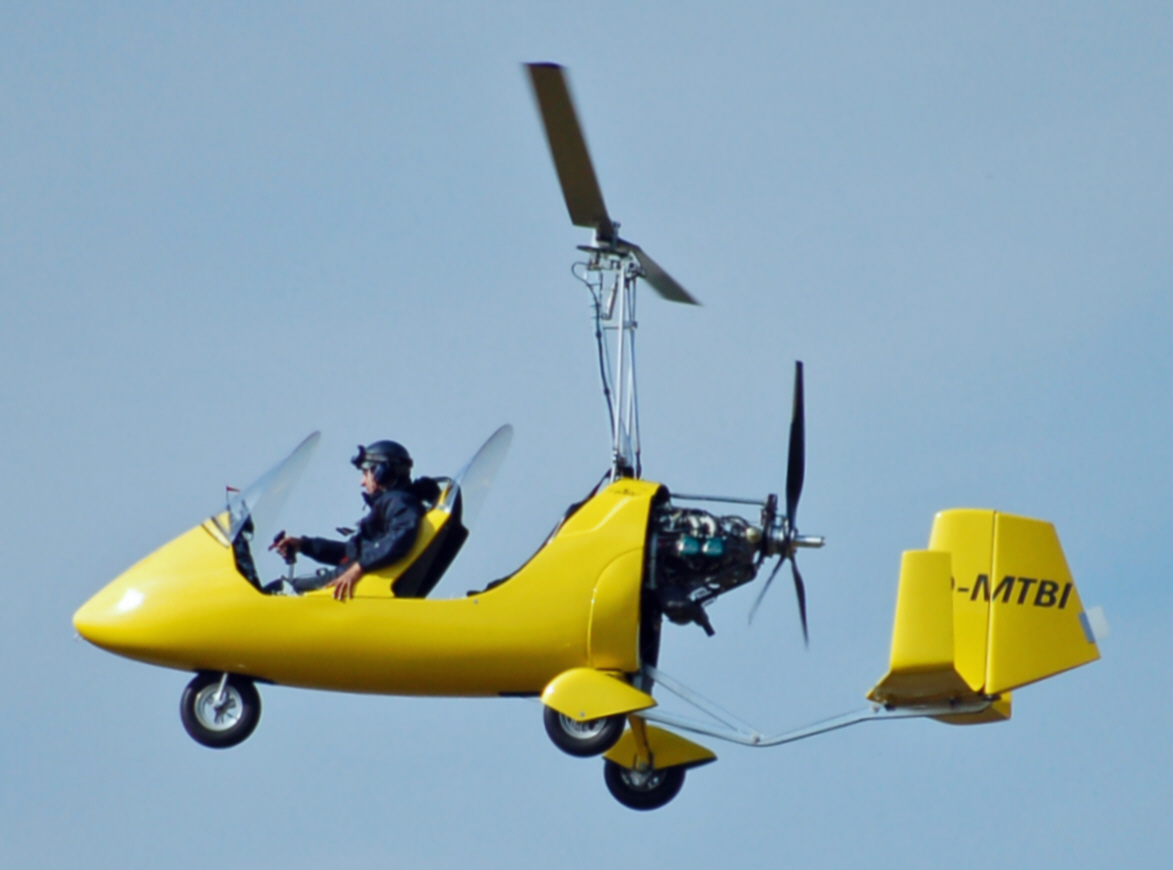
Modern autogiro av typ MT-03.

En autogiro har en rotor utan motor och får lyftkraft av aerodynamiska krafter som får rotorn av snurra samt framdrivande kraft av på samma sätt som ett konventionellt flygplan. Den ser ut som en helikopter, men rotorn måste ha en luftström upp och genom rotorbladen för att röra sig. Tidiga autogiror hade en form som samtliga konventionella flygplan, med vingar och en dragande propeller i nosen, men senare autogiror har oftast motorn monterad i den bakre delen och en skjutande propeller.
Autogiron uppfanns 1920 av Juan de la Cierva. Autogiro med skjutande propeller prövades första av Étienne Dormoy med hans Buhl A-1 Autogyro.

### Gyrodyne

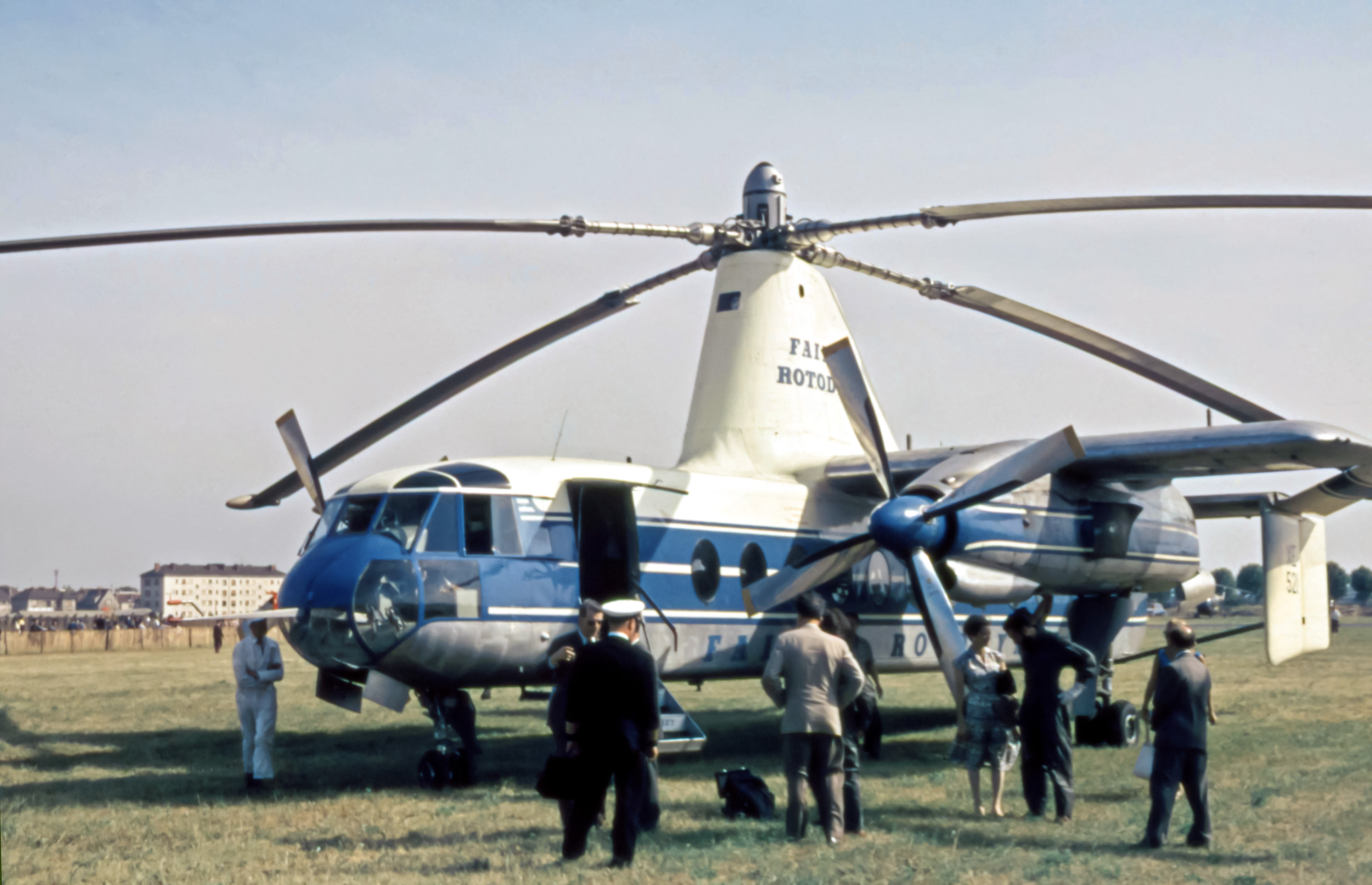
Prototypen till Fairey Rotodyne

Gyroyne var ett brittiskt koncept för rotorplan, som togs fram i slutet av 1930-talet och utvecklades efter andra världskriget av Fairey Aviation, först med Fairey FB-1 Gyrodyne och därefter med Fairey Rotodyne. Rotorns kraft kommer från flygplanets motor vid start och landning, medan motverkan mot vridmoment och kraft för framdrift sker genom en eller flera propellrar på en kort vinge eller två korta vingar. Efter hand som mer kraft växlas över på propellern, behövs mindre kraft till rotor för att göra luftfarkosten flygburen. Vid marschfart används så gott som hela motorstyrkan till propellern/propellrarna.

### Rotordrake

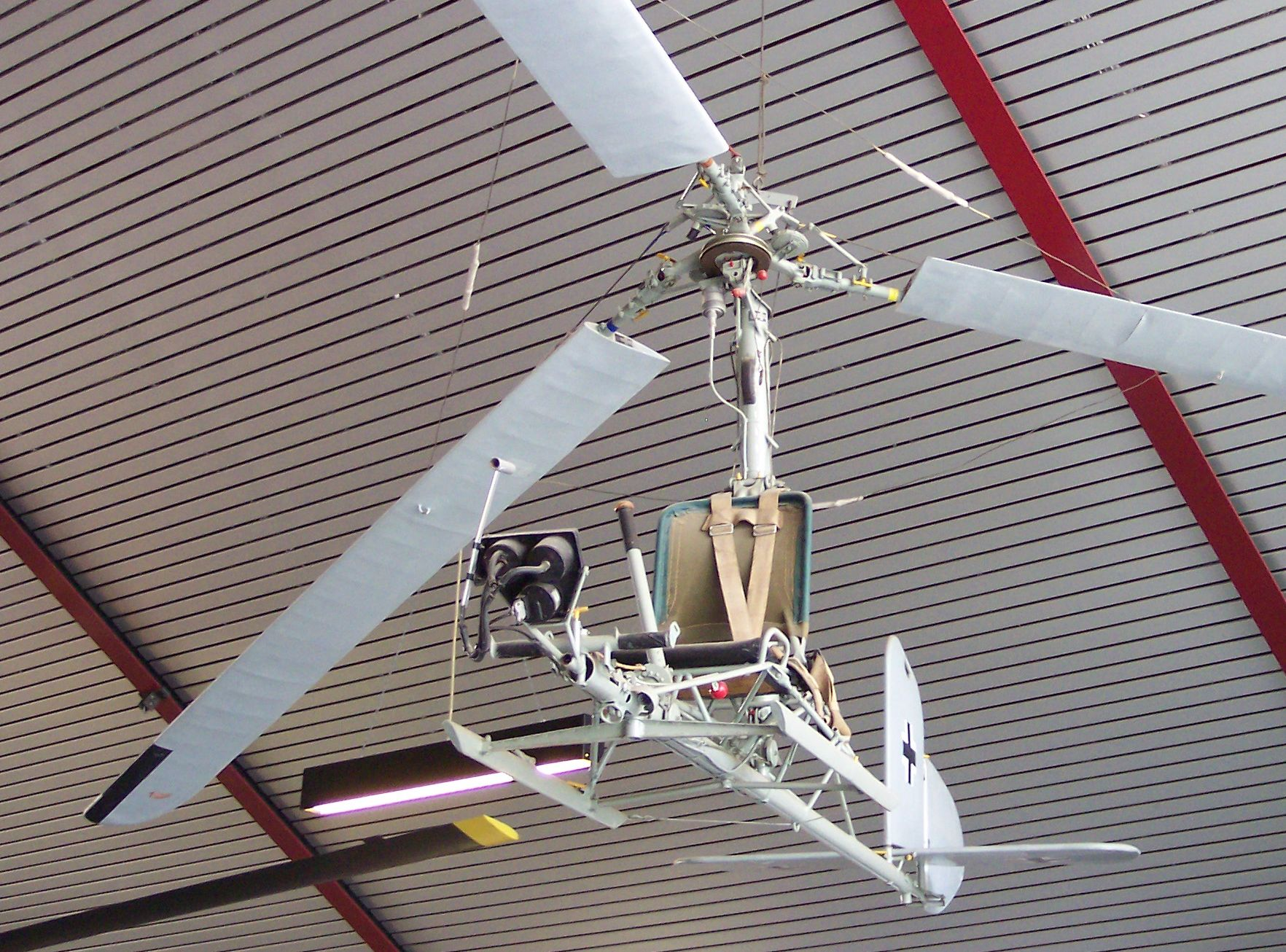
Rotordrake av typ Focke-Achgelis Fa 330.

En rotordrake, eller giroglidare, är ett rotorplan utan motor. Såsom en autogiro eller helikopter får den lyftkraften för att flyga från en eller flera rotorer. Till skillnad från en helikopter, saknar autogiron och rotordraken en motor som driver rotorn eller rotererna, men medan autogiron har en motor för drivkraft framåt som håller rotorn igång, så saknar rotordraken helt motor och måste antingen lyftas upp och släppas från ett annat flygplan, eller dras ut i luften från ett mark- eller vattenbundet fordon.